# Isomorfiestelling
In de abstracte algebra, een deelgebied van de wiskunde, zijn isomorfiestellingen stellingen die de relatie beschrijven tussen quotiënten, homomorfismen en deelobjecten. Versies van deze stellingen bestaan voor groepen, ringen, vectorruimten,  modulen, lie-algebra's en diverse andere algebraïsche structuren. In de universele algebra kunnen de isomorfiestellingen worden gegeneraliseerd naar de context van algebra's en congruenties.

## Websites
- (en)  ProofWiki. Isomorphism Theorems.